# Maria, vévodkyně z Gloucesteru a Edinburghu
Maria, vévodkyně z Gloucesteru a Edinburghu (rozená Maria Walpole; 10. července 1736, Westminster – 22. srpna 1807, Londýn) byla v letech 1756 až 1763 jako manželka Jamese Waldegrava, 2. hraběte Waldegrave hraběnkou Waldegrave a od roku 1766 se stala sňatkem s princem Vilémem Jindřichem, vévodou z Gloucesteru a Edinburghu členkou britské královské rodiny.

## Původ a rodina
Maria Walpole se narodila jako nemanželská dcera sira Edwarda Walpola a jeho milenky Dorothy Clementové. Její dědeček Robert Walpole byl prvním britským premiérem (1721–41). Maria vyrůstala ve Frogmore House ve Windsoru, ale její rodiče se nikdy nevzali a její nemanželský status bránil navzdory jejím rodinným vztahům jejímu společenskému postavení.

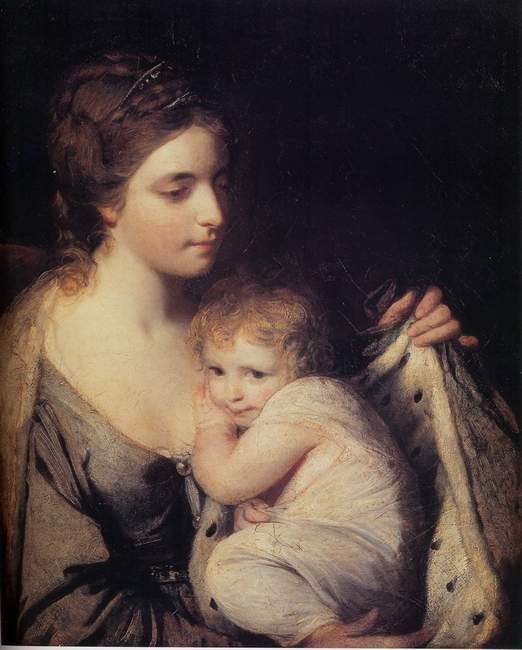
Maria s dcerou Elizabeth, sir Joshua Reynolds, 1761.

## Hraběnka Waldegrave
15. května 1759 se jako dvaadvacetiletá v otcově domě v Pall Mall provdala za o dvacet let staršího Jamese Waldegrava, 2. hraběte Waldegrave. Obřad provedl Frederick Keppel, budoucí biskup z Exeteru, a oficiálními svědky byli sir Edward a jeho bratr Horace Walpole. Hrabě Waldegrave zemřel 13. dubna 1763. Měli spolu tři dceryː
- 1. Elizabeth Waldegrave (25. 3. 1760 – 29. 1. 1816 Londýn), Lady of the Bedchamber princezny Šarloty Hannoverské[1]
⚭ 1782 George Waldegrave (23. 11. 1751 – 22. 10. 1789), 4. hrabě Waldegrave, vikomt Chewton[2]
- 2. Charlotte Maria Waldegrave (11. 10. 1761 – 1. 2. 1808 Londýn)[3]
⚭ 1784 George FitzRoy (14. 1. 1760 Londýn – 28. 9. 1844 Euston), 4. vévoda z Graftonu[4]
- 3. Anne Waldegrave (8. 11. 1762 – 12. 6. 1801 Bristol)[5]
⚭ 1786 Hugh Seymour (29. 4. 1759 Londýn – 11. 9. 1801 Jamajka), britský viceadmirál, velitel na Jamajce od roku 1799 až do své smrti[6]

## Vévodkyně z Gloucesteru

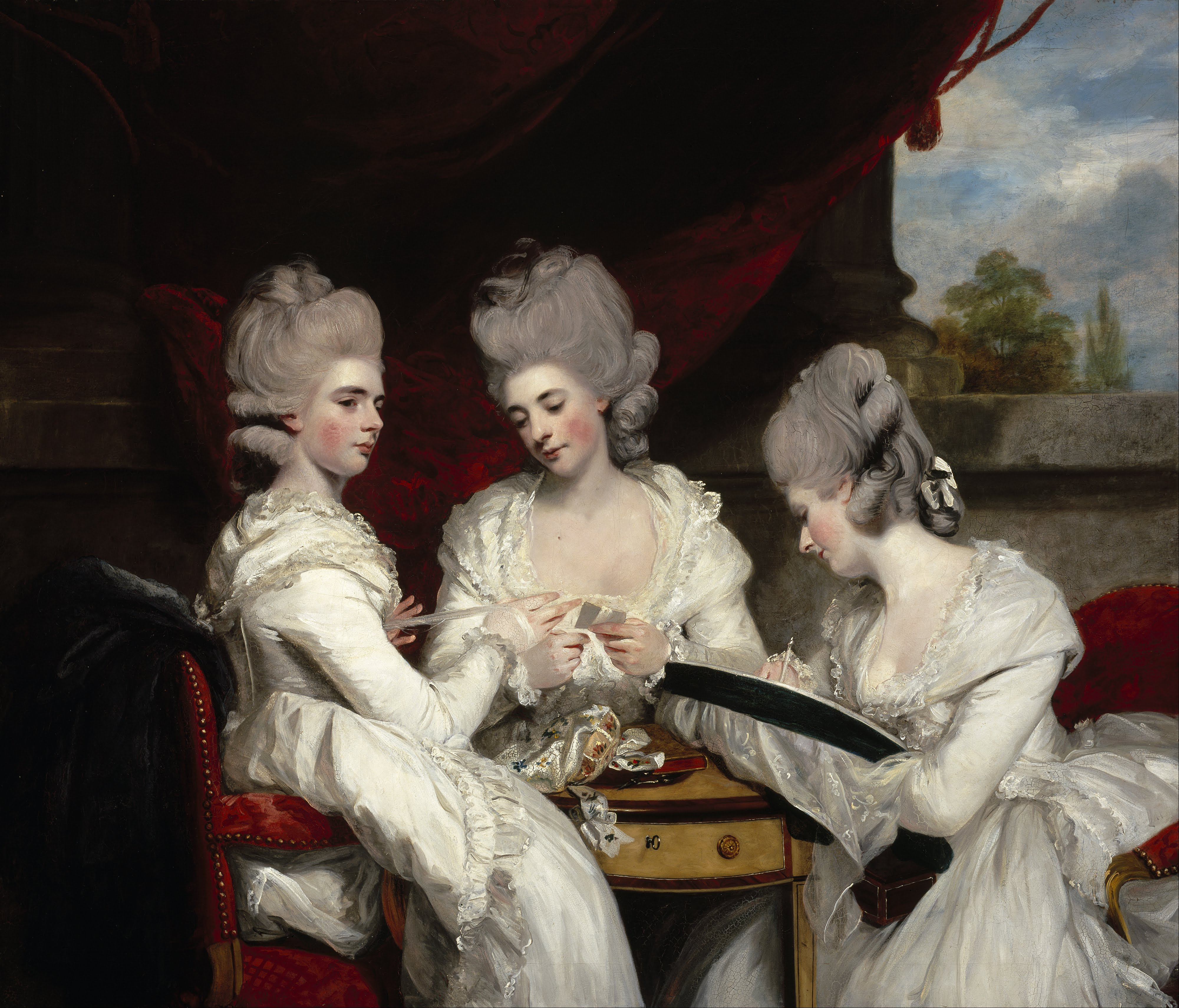
Dcery Marie a hraběte Waldegrave (Charlotte, Elizabeth a Anna).

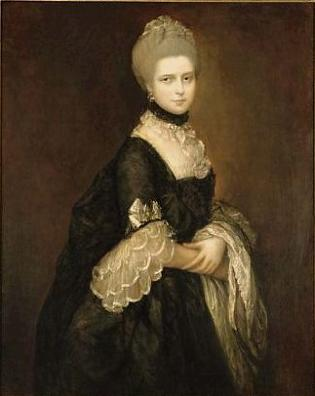
Maria ve smutečním, Thomas Gainsborough.

6. září 1766 se třicetiletá vdova ve svém londýnském domově v Pall Mall provdala za o sedm let mladšího prince Viléma Jindřicha, vévodu z Gloucesteru a Edinburghu. Ten byl mladším bratrem britského krále Jiřího III. Manželství se drželo v tajnosti, protože britská královská rodina by neschválila sňatek mezi princem a vdovou nekrálovského postavení a nemanželského původu. Manželé žili na panství St Leonard's Hill v Cleweru u Windsoru. Z manželství se narodily tři dětiː
- 1. Sofie z Gloucesteru (29. 5. 1773 Londýn – 29. 11. 1844 tamtéž), svobodná a bezdětná[7]
- 2. Karolína z Gloucesteru (24. 6. 1774 Londýn – 14. 3. 1775 tamtéž)[8]
- 3. Vilém Frederik (15. 1. 1776 Řím – 30. 11. 1834 Bagshot), vévoda z Gloucesteru a Edinburghu od roku 1805 až do své smrti[9]
⚭ 1816 Marie Hannoverská (25. 4. 1776 Londýn – 30. 4. 1857 Weymouth), rodem britská princezna[10]

Sňatek se ženou z lidu jiného vévodova bratra, vévody z Cumberlandu, vedl v roce 1772 ke schválení zákona o královských sňatcích, který vyžadoval, že všichni potomci krále Jiřího II. museli mít ke sňatu svolení od krále. Teprve v září 1772, pět měsíců po schválení zákona, se král dozvěděl o svatbě prince Viléma s Marií. Vzhledem k tomu, že ustanovení zákona nemohla být aplikována zpětně, byl sňatek Marie a vévody považován za platný. Kvůli hněvu svého švagra však Maria nikdy nebyla přijata u dvora.
Princ Vilém Jindřich zemřel 25. srpna 1805, Maria ho přežila o dva roky a zemřela 22. srpna 1807 ve věku 71 let.